# 京嘉高速动车组列车
京嘉高速动车组列车是中国铁路运行于首都北京市北京西站至四川省乐山市乐山站的高速动车组列车，途经北京市、河北省、河南省、陕西省、四川省四省一市，客运里程2009公里，列车客运乘务由北京局集团石家庄客运段担任。其中北京西站至乐山站运行10小时18分，使用车次为G1591次；乐山站至北京西站运行10小时15分，使用车次为G1592次。

## 历史
2021年1月20日，新增北京西~亳州南G1591/1594、G1592/1593次列车。
2024年6月15日，原北京西～亳州南G1591/1594、G1592/1593次列车调整至泸州站始发终到，车次调整为G1591/1592次。
2025年1月5日，原北京西～泸州G1591/1592次列车调整至乐山站始发终到。

## 使用列车
G1591/1594、G1592/1593次列车使用配属北京局集团廊坊动车运用所的CR400BF。